# Najaarsnota
De Najaarsnota geeft een tussentijds overzicht van het lopende begrotingsjaar. De Najaarsnota wordt jaarlijks voor 1 december door de minister van Financiën bij de Eerste en Tweede Kamer ingediend. Ook aan de Provinciale Staten of Gemeenteraad kan een Najaarsnota aangeboden worden. Dit is niet verplicht maar wel gebruikelijk. De Najaarsnota dient in het algemeen als bijstelling van de begroting van het lopende jaar.